# Libnotes (Afrolimonia) crassibasis
Libnotes (Afrolimonia) crassibasis is een tweevleugelige uit de familie steltmuggen (Limoniidae). De soort komt voor in het Afrotropisch gebied.